# Palo, Iowa
Palo är en ort i Linn County i Iowa. Vid 2010 års folkräkning hade Palo 1 026 invånare.